# BBeB
BBeB (англ. Broadband eBook) — формат для хранения и отображения текстовых данных, разработанный компанией Sony.

## О формате
Существует в двух вариантах: «книжном» (англ. BBeB Book) и «словарном» (англ. BBeB Dictionary).
За «словарным» вариантом формата закреплён один тип файлов — msd, за «книжным» два:
- lrx (англ. BBeb Secure Book) — данные в этом формате шифруются.
- lrf (англ. BBeb Book) — данные в этом формате не шифруются. Уже существуют неофициальные программы конвертации как из lrf, так и в него.